# 機場保安有限公司
機場保安有限公司（英文：Aviation Security Company Limited，縮寫：AVSECO）於1997年成立，為一家由香港特別行政區政府及香港機場管理局共同擁有的私營機構，負責香港國際機場保安。該公司獲國際民航組織委任為亞太次地區航空安全培訓中心，為香港及海外學員提供國際認證培訓課程。機場保安有限公司員工總數逾4,500人，行政總裁及大部份高層管理人員均曾於紀律部隊服務，擁有豐富的專業知識和技能，對公司的順利運作起著重大作用。當中設有助理行政總裁職位，由現役的香港警務處及香港海關憲委級人員調任。
機場保安有限公司為香港國際機場提供兩類航空保安服務，即日常必須的航空保安服務及其他相關的航空保安服務。日常必須的航空安全服務包括：機場禁區進出管制、旅客、機組和員工的安全檢查，以及手提和托運行李的保安檢查。其他的航空保安服務包括：確認托運行李，應對航空公司要求對個別航機的乘客進行額外的保安檢查、航機搜查、航機和貨物的護衛、進行貨物護送，以及對禁區内租户的安全保衛等。目前，機場保安有限公司為逾30家國際航空公司、多家航空貨運公司、多個全球性貴重貨物護運機構和所有在香港機場禁區内運作的公司提供保安服務。

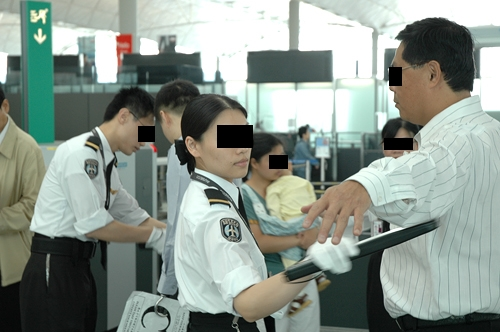
搜查旅客（白色制服）(圖像經過特殊處理)

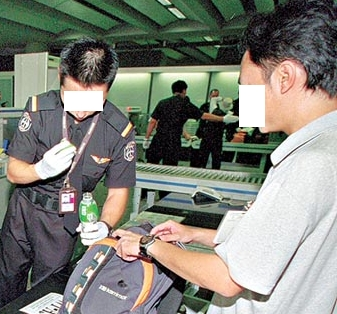
搜查行李（黑色制服）(圖像經過特殊處理)

## 歷史
2006年6月，機場保安有限公司獲得澳大利亚伊迪斯科文大學及新加坡機場保安機構新翔集團安全服務公司所頒發的優異獎。
2013年8月，機場保安有限公司董事會決定公司增設副行政總裁一名，即增加至兩名，以收互相制衡之效，機場保安有限公司的帳目日後亦需要提交予機場管理局接受內部審核。

## 架構[3]
行政總裁
- -     - 內部審計組（Internal Audit）

行動 1（Operations I）
- （副行政總裁）
  - （助理行政總裁）第一行動處（Operation Department I）
    - 旅客檢查I組（Passenger Screening Division I）
    - 旅客檢查II組（Passenger Screening Division II）
    - 行李檢查組（Baggage Screening Division）
    - 客運大樓出入管制組（Terminal Access Division）
    - 機場保安應變小組（Contingency Response Unit）
    - 機場保安犬隻行動小組（Canine Unit）

  - （助理行政總裁）第一行動處（Operation Department I）
    - 當值經理組（Duty Manager Division）
    - 通行證辦事處（Permit Office）
    - 資訊科技組（Information Technology Division）
    - 效率促進組（Efficiency Unit）

行動 2（Operations II）
- （副行政總裁）
  - （助理行政總裁）第二行動處（Operation Department II）
    - 停機坪服務組（Apron Service Division）
    - 飛行區出入管制組（Airfield Access Division）
    - 行李確認組（Baggage Reconciliation Division）

  - （助理行政總裁）貨運（Cargo）
    - 租戶禁區組（Tenant Restricted Area Division）

三跑道系統（Three runway System）
- （副行政總裁）
  - （助理行政總裁）三跑道系統（Three runway System）
    - 三跑道系統組（Three runway System Division）

管理（Management）
- （副行政總裁）
  -     - 財務組（Finance Division)

人力資源及培訓（Human Resources & Training）
- - （助理行政總裁）
    - 人力資源組（Human Resources Division）
    - 航空及保安培訓
    - 拓展培訓
    - 紀律調查組（Disciplinary Investigation Unit）

商務行政及標準（Commercial ,Administration & Standards）
- - （助理行政總裁）
    - 行政組（Administration Division）
    - 採購組（Procurement Division）
    - 商務組（Commercial Division）
    - 標準組（Standards Division）
    - 職業安全組（Occupational Safety Division）

## 航空保安職級[4]
| 職級                                          | 肩章                                 | 備註 |
| --------------------------------------------- | ------------------------------------ | --- |
| 航空安檢督導學員 （Security Officer Trainee） | 黑色肩章                             | 航空保安督導入職訓練職級，需要驗身和十二天學院培訓（不合格則解僱），培訓後需經過不少於需經過不少於三個月試用期，通過便正式成為航空保安督導                                          |
| 航空安檢督導 （Security Officer）             | 黑色肩章上有1條金色條紋              | 前稱航空保安員，富有經驗會安排擔任IC，所有女性在職級前面加上"女"（Woman） |
| 保安隊長 （Security Supervisor）              | 黑色肩章上有2條金色條紋              | 需要通過晉升面試晉升為保安隊長（Security Supervisor）或因空缺而署任為署理保安隊長（Acting Security Supervisor），晉升面試不合格或署任表現未如理想則有機會降回航空保安督導           |
| 保安主任 （Security Inspector）               | 黑色肩章上有3條金色條紋              | 需要通過晉升面試晉升為保安主任（Security Inspector）或因空缺而署任為署理保安主任（Acting Security Inspector），晉升面試不合格或署任表現未如理想則有機會降回保安隊長                 |
| 總保安主任 （Chief Security Inspector）       | 黑色肩章上有1個金色圓環及3條金色條紋 | 需要通過晉升面試晉升為總保安主任（Chief Security Inspector）或因空缺而署任為署理總保安主任（Acting Chief Security Inspector），晉升面試不合格或署任表現未如理想則有機會降回保安主任 |
| 助理經理 （Assistant Manager）                | 沒有肩章                             | 可由外部招聘、內部晉升或參與經理培訓計劃（Management Trainee Scheme），不獲通過則降回原職級                                                                                         |
| 經理 （Manager）                              | 沒有肩章                             | 可由外部招聘或內部晉升 |
| 高級經理 （Senior Manager）                   | 沒有肩章                             | 可由外部招聘或內部晉升 |
| 助理行政總裁 （Assist Executive Director）    | 沒有肩章                             | 可由外部招聘或內部晉升 |
| 副行政總裁 （Deputy Executive Director）      | 沒有肩章                             | 可由外部招聘或內部晉升 |
| 行政總裁 （Executive Director）               | 沒有肩章                             | 可由外部招聘或內部晉升 |

## 相關參見
- 機場警區
  - 機場特警組
- 機場消防隊

## 外部連結
- 香港機場管理局 （页面存档备份，存于）
- 機場保安有限公司 （页面存档备份，存于）